# Joey Slotnick
Joseph Slotnick, detto Joey (Chicago, 2 ottobre 1968), è un attore e doppiatore statunitense.

## Biografia
Slotnick è nato a Chicago, in Illinois dal padre che lavorava come supervisore al casinò. Si è laureato presso la Southern Methodist University di Dallas. in Texas.
I suoi ruoli interpretati includono Steve Wozniak nel film I pirati di Silicon Valley e una parte nel blockbuster del 1996 Twister. In più è stato presente nel cast della serie televisiva Boston Public (2000-2001), così come nella serie TV The Single Guy (1995-1997). Slotnick è stato guest star di molti show televisivi, inoltre ha anche lavorato commercialmente promuovendo la NBA.

## Filmografia

### Cinema
- A League of Their Own (1992)
- Twister, regia di Jan de Bont (1996)
- Dinner and Driving (1997)
- Since You've Been Gone (1998)
- Sbucato dal passato (Blast from the Past), regia di Hugh Wilson (1999)
- L'uomo senza ombra (Hollow Man), regia di Paul Verhoeven (2000)
- Brief Interviews with Hideous Men (2008)
- Mr Cobbler e la bottega magica (The Cobbler), regia di Thomas McCarthy (2014)
- Il cardellino (The Goldfinch), regia di John Crowley (2019)
- The Plane (Plane), regia di Jean-François Richet (2023)
- Drive-Away Dolls, regia di Ethan Coen (2024)

### Televisione
- The Single Guy – serie TV (1995-1997)
- I pirati di Silicon Valley (Pirates of Silicon Valley), regia di Martyn Burke – film TV (1999)
- Boston Public – serie TV (2000-2001)
- Alias – serie TV, 6 episodi
- Beverly Hills 90210 (Beverly Hills, 90210) – serie TV
- CSI: Scena del crimine (CSI: Crime Scene Investigation) – serie TV
- La tata (The Nanny) – serie TV (1997)
- Curb Your Enthusiasm – serie TV
- I Griffin (Family Guy) – serie TV cartone, voce
- Medium – serie TV
- Nip/Tuck – serie TV
- Entourage – serie TV
- Law & Order - Unità vittime speciali (Law & Order: Special Victims Unit) – serie TV
- Pushing Daisies – serie TV
- Too Big to Fail - Il crollo dei giganti (Too Big to Fail), regia di Curtis Hanson (2011) – Film TV
- Psych – serie TV, episodio 7x14 (2013)

## Doppiatori italiani
Nelle versioni in italiano delle opere in cui ha recitato, Joey Slotnick è stato doppiato da:
- Fabrizio Vidale in Boston Public
- Oreste Baldini in Alias
- Teo Bellia in CSI: Scena del crimine
- Gianluca Iacono in Nip/Tuck
- Gianluca Tusco in Ghost Whisperer
- Franco Mannella in The Good Wife
- Stefano Brusa in Psych
- Roberto Gammino in Blue Bloods
- Luigi Ferraro in New Amsterdam
- Danilo Di Martino ne La fantastica signora Maisel